# Marcelo Filippini
Marcelo Filippini (Montevideo, 4 de Agosto de 1967) é um ex-tenista profissional uruguaio, seu melhor ranking de simples de N. 30 e de duplas 44 na ATP.
O Seu melhor resultado em um Grand Slam, foi em Roland Garros 1999, atingindo as quartas-de-finais saindo do qualificatório, parando em Andre Agassi.

## Simples (5)
| Legenda            |
| Grand Slam         |
| Tennis Masters Cup |
| ATP Masters Series |
| ATP Tour (5)       |

| N. | Data            | Torneio                | Piso   | Oponente na final     | Placar        |
| 1. | Julho 17, 1988  | Båstad, Suécia         | Saibro | Francesco Cancellotti | 2–6, 6–4, 6–4 |
| 2. | Agosto 13, 1989 | Praga, Tchecoslováquia | Saibro | Horst Skoff           | 7–5, 7–6(4)   |
| 3. | Junho 12, 1994  | Florença, Italia       | Saibro | Richard Fromberg      | 3–6, 6–3, 6–3 |
| 4. | Maio 4, 1997    | Atlanta, EUA           | Saibro | Jason Stoltenberg     | 7–6(2), 6–4   |
| 5. | Maio 25, 1997   | St. Pölten, Austria    | Saibro | Patrick Rafter        | 7–6(2), 6–2   |

## Duplas (3)
| Legenda            |
| Grand Slam         |
| Tennis Masters Cup |
| ATP Masters Series |
| ATP Tour (3)       |

| N. | Data             | Torneio             | Piso   | Parceiro        | Oponente na final                  | Placar        |
| 1. | Outubro 2, 1988  | Palermo, Italia     | Saibro | Carlos di Laura | Alberto Mancini Christian Miniussi | 6–2, 6–0      |
| 2. | Junho 14, 1992   | Florença, Italia    | Saibro | Luiz Mattar     | Royce Deppe Brent Haygarth         | 6–4, 6–7, 6–4 |
| 3. | Novembro 6, 1994 | Montevideo, Uruguai | Saibro | Luiz Mattar     | Sergio Casal Emilio Sánchez        | 7–6, 6–4      |